# Сфрагис (зоология)

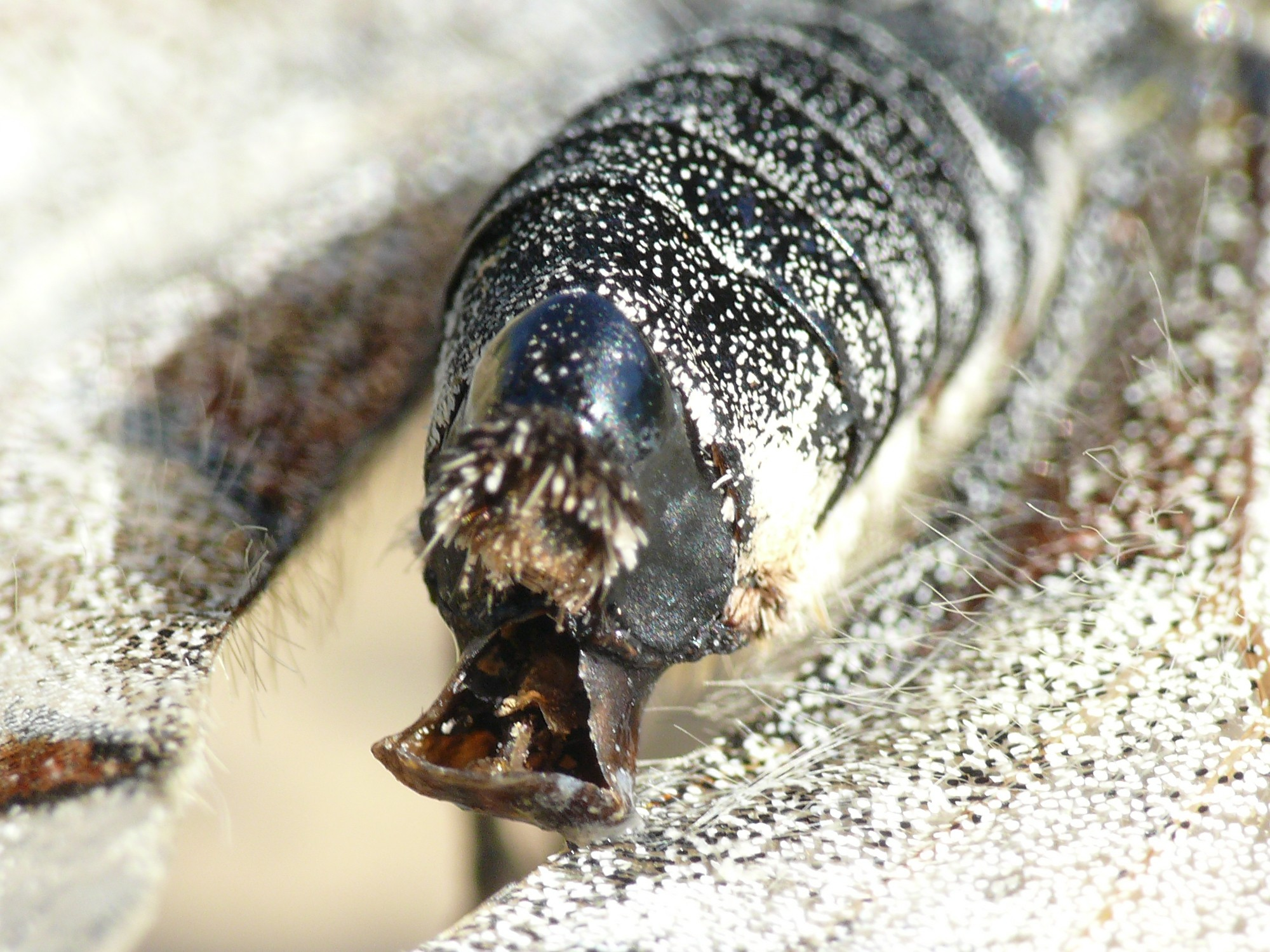
Сфрагис на конце брюшка самки обыкновенного аполлона.

Сфрагис (от др.-греч. σφραγίς «печать») — жёсткий хитиновый придаток, располагающийся на нижней стороне брюшка самок некоторых видов бабочек из семейства парусников, образование, запечатывающее совокупительную сумку, образуемое самкой сразу после спаривания. Преимущественно сфрагис встречается у парнассиусов и родственных им видам. Смысл сфрагиса заключается в исключении повторного оплодотворения самки другими самцами.
Особенности структуры сфрагиса используется для точного определения многих видов бабочек из рода парнассиусов, которые трудно идентифицировать по другим внешним признакам.